# Holographis pueblensis
Holographis pueblensis är en akantusväxtart som beskrevs av T.F. Daniel. Holographis pueblensis ingår i släktet Holographis och familjen akantusväxter. Inga underarter finns listade i Catalogue of Life.